# Hans Wallner
Hans Wallner (Feistritz an der Gail, 29 maggio 1953) è un ex saltatore con gli sci austriaco.

## Biografia
Debuttò in campo internazionale in occasione della tappa del Torneo dei quattro trampolini di Innsbruck del 3 gennaio 1971 (67°). In Coppa del Mondo esordì il 30 dicembre 1979 a Oberstdorf (86°), ottenne il primo podio 9 febbraio 1980 a Saint-Nizier (2°) e la prima vittoria il 15 febbraio 1981 a Sapporo. Ritiratosi al termine dei XIV Giochi olimpici invernali di Sarajevo 1984, tornò brevemente alle gare durante la Coppa del Mondo del 1999, senza conseguire risultati di rilievo.
In carriera prese parte a due edizioni dei Giochi olimpici invernali, Innsbruck 1976 (6° nel trampolino lungo) e Sarajevo 1984 (24° nel trampolino normale, 24° nel trampolino lungo), a una dei Campionati mondiali, vincendo una medaglia, e a una dei Mondiali di volo, Tauplitz 1975 (5°).

## Palmarès

### Mondiali
- 1 medaglia:
  - 1 argento (gara a squadre a Oslo 1982)

### Coppa del Mondo
- Miglior piazzamento in classifica generale: 7º nel 1981
- podi (tutti individuali):
  - 1 vittorie
  - 3 secondi posti

#### Coppa del Mondo - vittorie
| Data             | Località | Nazione  | Trampolino     |
| ---------------- | -------- | -------- | -------------- |
| 15 febbraio 1981 | Sapporo  | Giappone | Ōkurayama K110 |

### Torneo dei quattro trampolini
- 1 podio di tappa:
  - 1 terzo posto

### Campionati austriaci
- 8 medaglie[1]:
  - 1 oro (LH nel 1983)
  - 4 argenti (nel 1972; nel 1976; 70 m nel 1982; 70 m nel 1983)
  - 3 bronzi (90 m nel 1980; 90 m nel 1981; 90 m nel 1982)